# Isla de Mouro

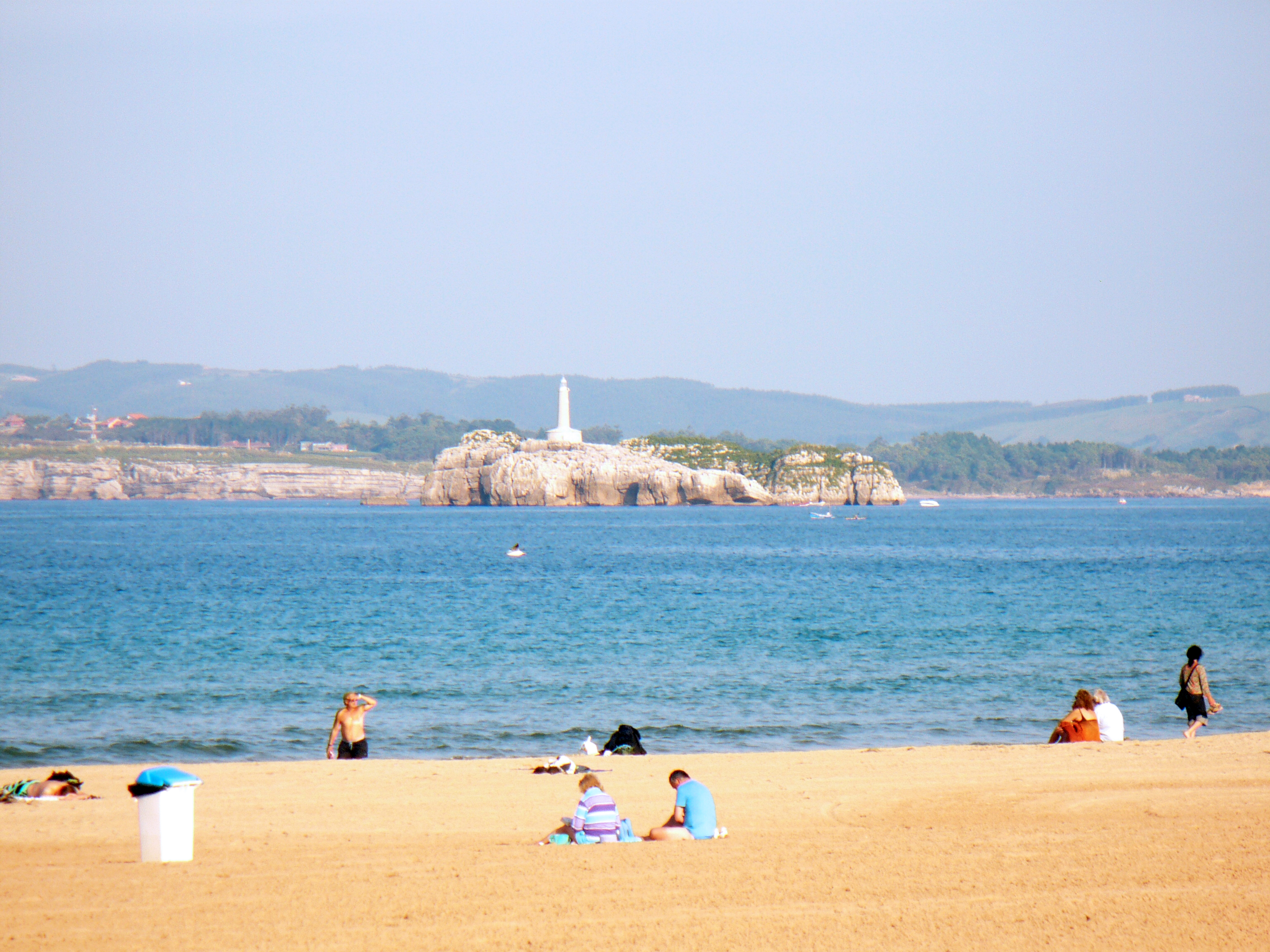
La isla vista desde la segunda playa de El Sardinero

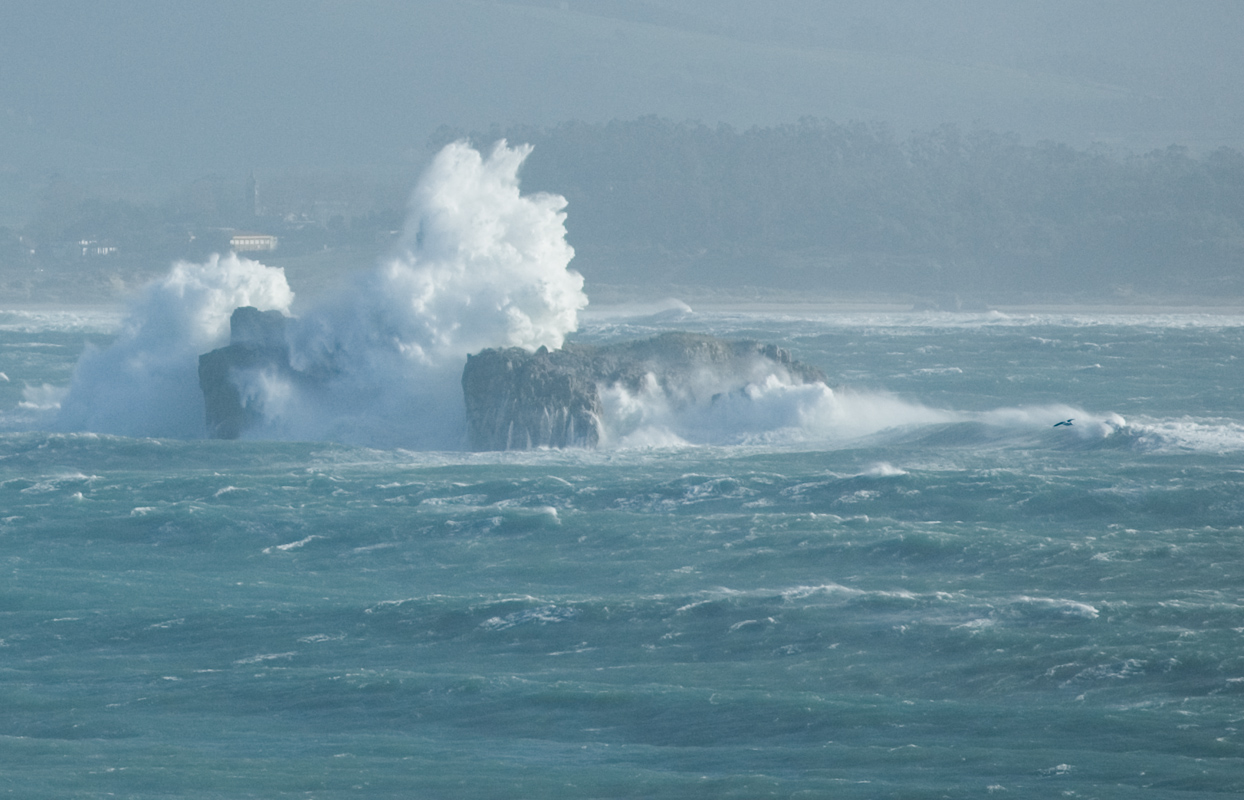
Oleaje rompiendo sobre la isla de Mouro y ocultando por completo el faro que existe en el islote

La isla de Mouro (originalmente denominada isla de Mogro o peña Mogru, sinónimo cántabro de «castro») es una isla española situada frente a la península de la Magdalena, en la boca de la bahía de Santander, en Cantabria. Destaca mucho en el paisaje, si bien su territorio es solo de 1,7 hectáreas. Enteramente rocosa y bastante llana, posee un faro en una de sus partes más altas. Es muy conocida por los buceadores por los ricos fondos que hay a su alrededor.

## Flora y fauna[4]
Entre su flora destaca la lavatera arbórea, de la familia de las malvas. Esta planta típica del área mediterránea tan solo se da en dos zonas de Cantabria, en esta isla y en la de Conejera.
Otra especie, quizá la más común de la isla, es el hinojo marino. Se sabe por documentos conservados que en el siglo XVI, los buques comerciales flamencos, franceses e ingleses paraban en la isla en su camino de regreso desde Santander para aprovisionarse de esta planta, muy demandada como condimento gastronómico.
Una especie forastera presente en la isla es la uña de gato, especie de origen sudafricano utilizada como ornamentación y que, aparentemente llevada a la isla por un farero, ha ido desplazando a la flora autóctona.
Dos especies de aves nidifican en la isla, la gaviota argéntea y el paíño común, este último con escasa presencia en Cantabria. En épocas pasadas era importante la presencia de palomas, de la que se sabe que en el siglo XVI los habitantes de Santander recolectaban sus huevos, así como la propia ave, para su consumo, hasta el punto de tener que ser regulado para evitar la desaparición de la colonia.

## Historia
El nombre de la isla hasta el siglo XVIII era peña Mogru o isla de Mogro, tal como se recoge en documentos del siglo XVI guardados en los archivos municipal y provincial; no sería hasta el siglo XVIII cuando un error de transcripción del cartógrafo Vicente Tofiño de San Miguel en el primer Atlas Hidrográfico de España cambió el nombre al actual de isla de Mouro.
En 1570 se proyectó la construcción de un castillo en la isla, para proteger la entrada a la bahía; sin embargo al final el castillo se construyó en la cercana península de la Magdalena (el castillo de San Salvador de Hano).
En julio de 1812, durante la guerra de la Independencia, los británicos —aliados de los españoles— capturaron la isla, desde donde abatieron con fuego granado las defensas costeras de la península de la Magdalena ocupadas por los franceses, logrando expulsarlos de ellas; esto permitió el desembarco de tropas españolas en El Sardinero.
El faro de la isla data del siglo XIX, durante el reinado de Isabel II. Estuvo ocupado hasta 1921 por dos fareros, que quedaban con frecuencia aislados por los temporales. En 1921 se procedió a la automatización del faro.

## Galería

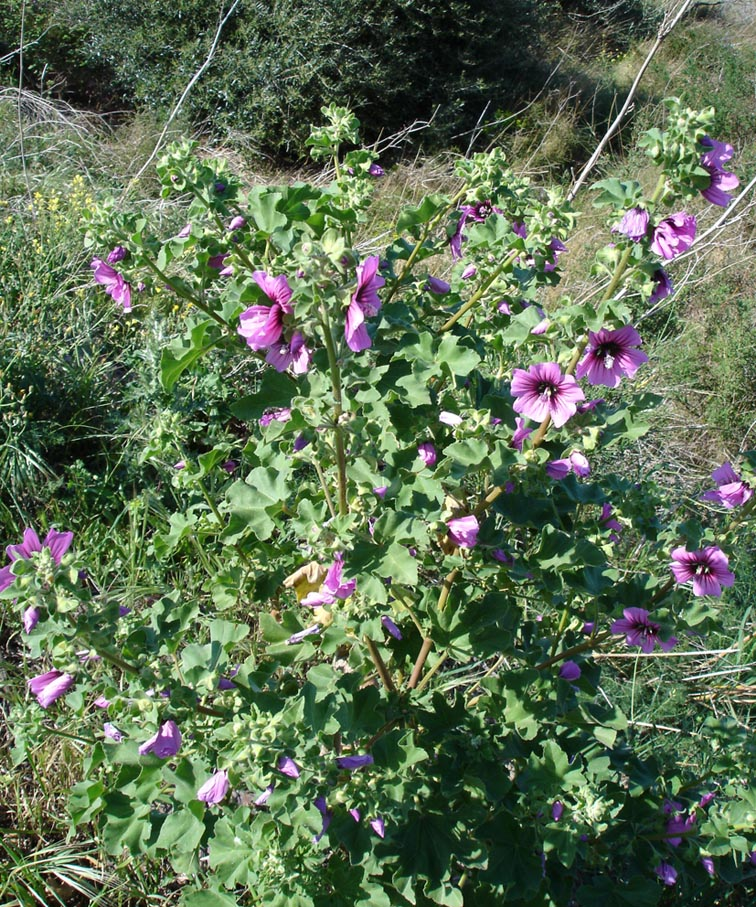
Lavatera arbórea (Lavatera arborea).
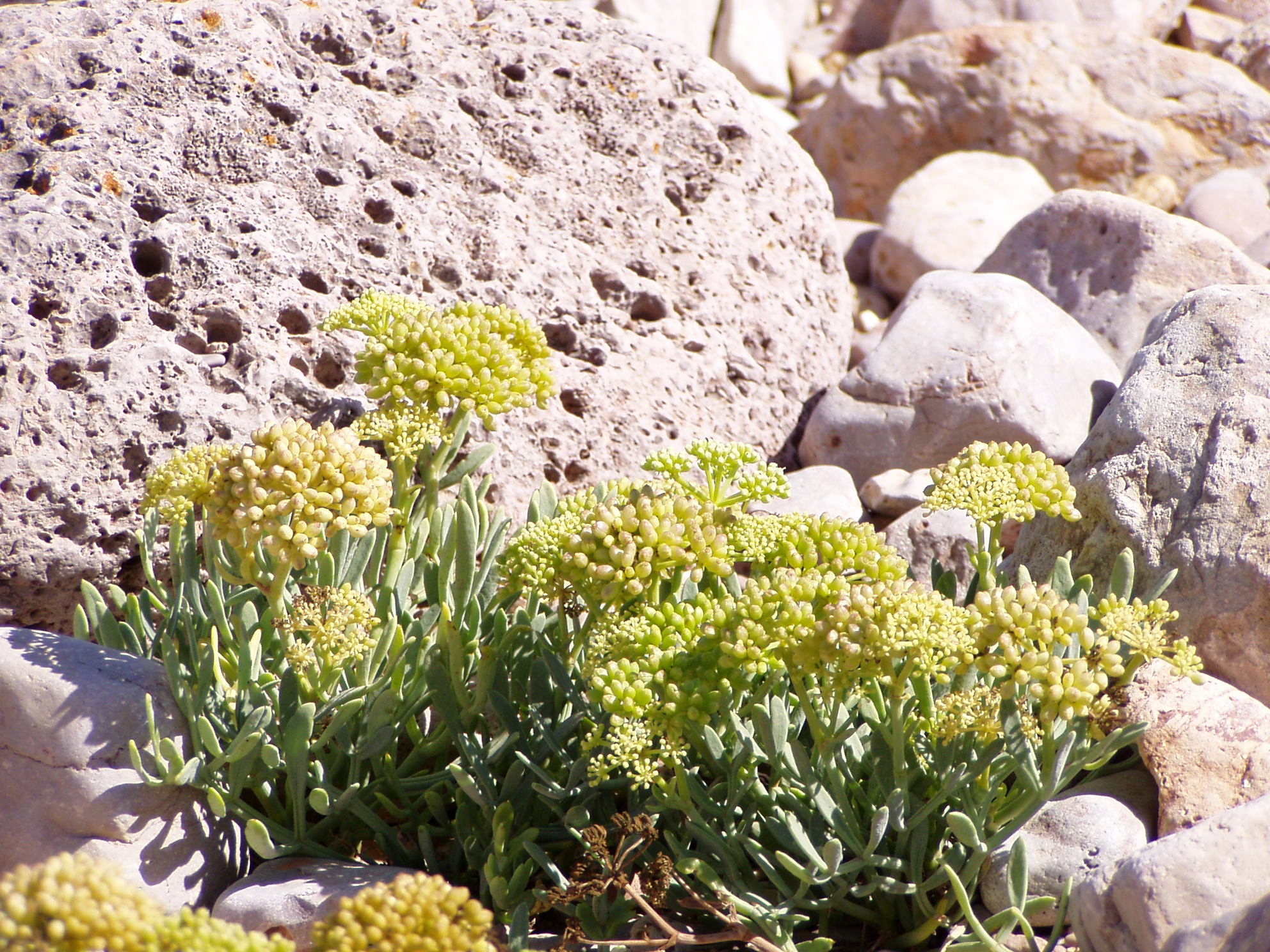
Hinojo marino (Crithmum maritimum), abundante en la isla.
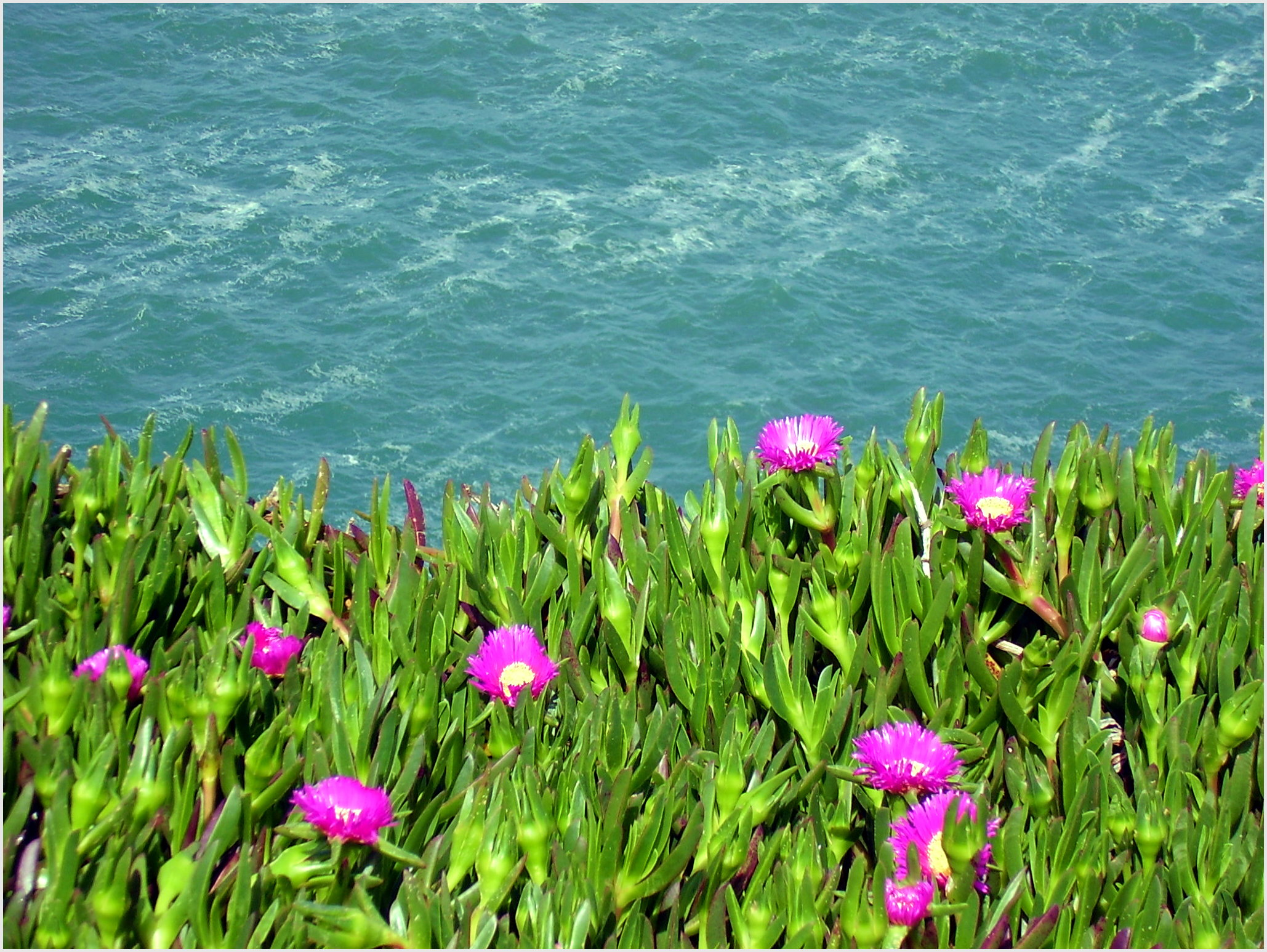
Uña de gato (Carpobrotus edulis), especie introducida.
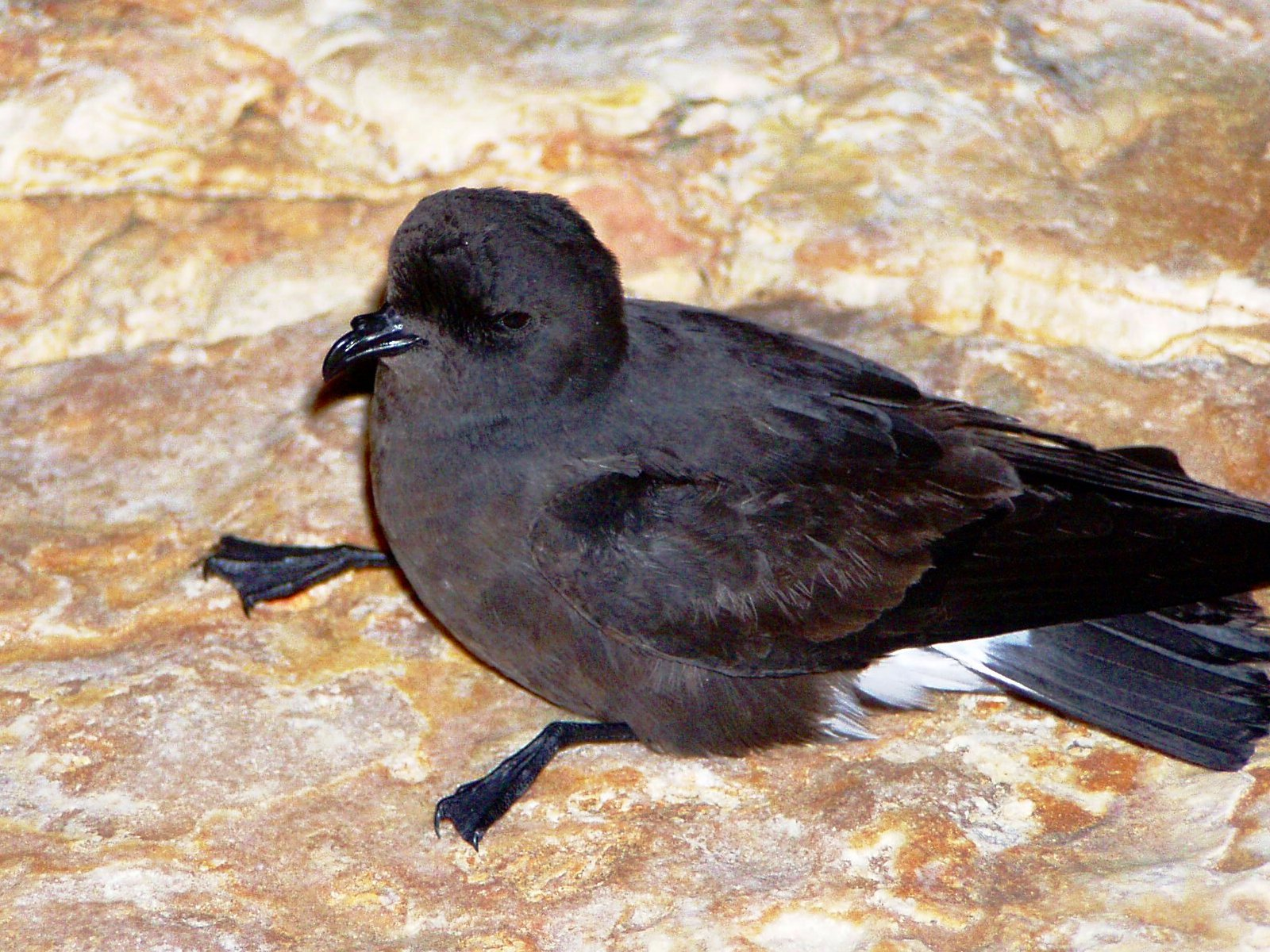
Paíño común (Hydrobates pelagicus).
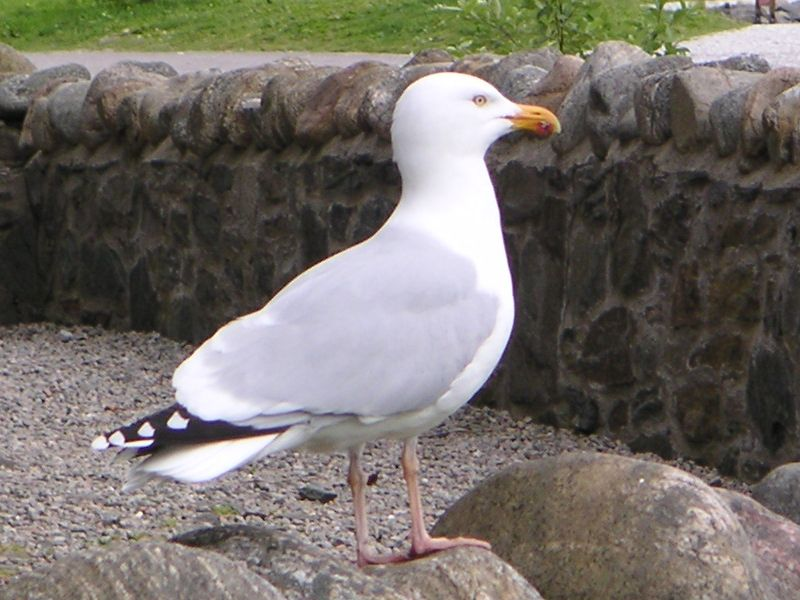
Gaviota argéntea (Larus argentatus).
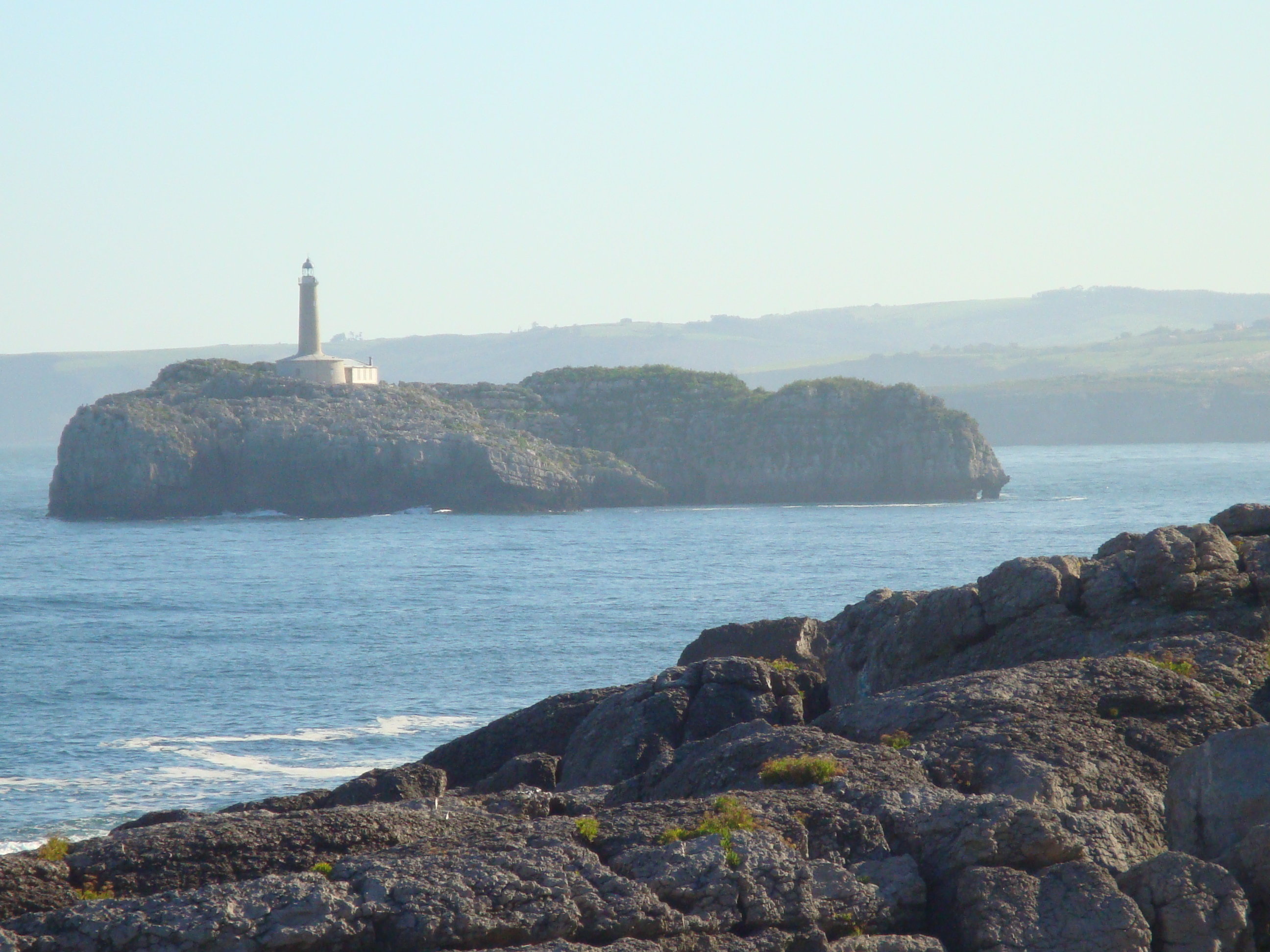
Isla de Mouro.
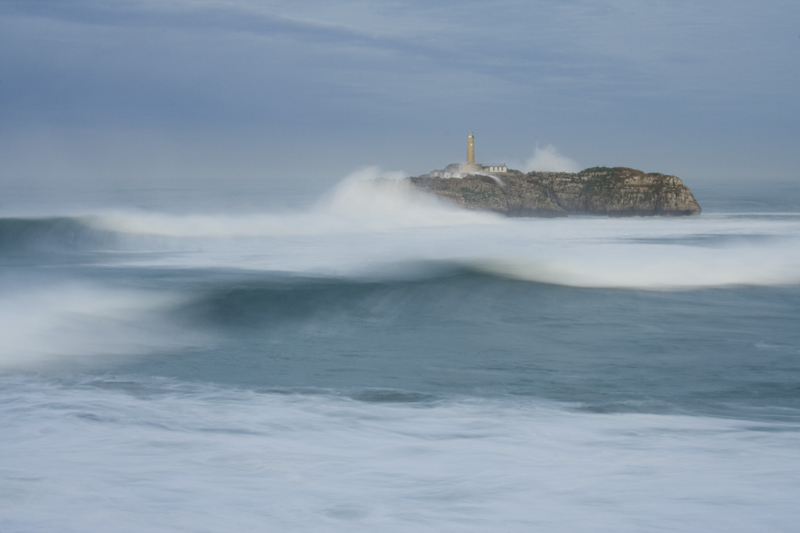
Isla de Mouro con temporal.
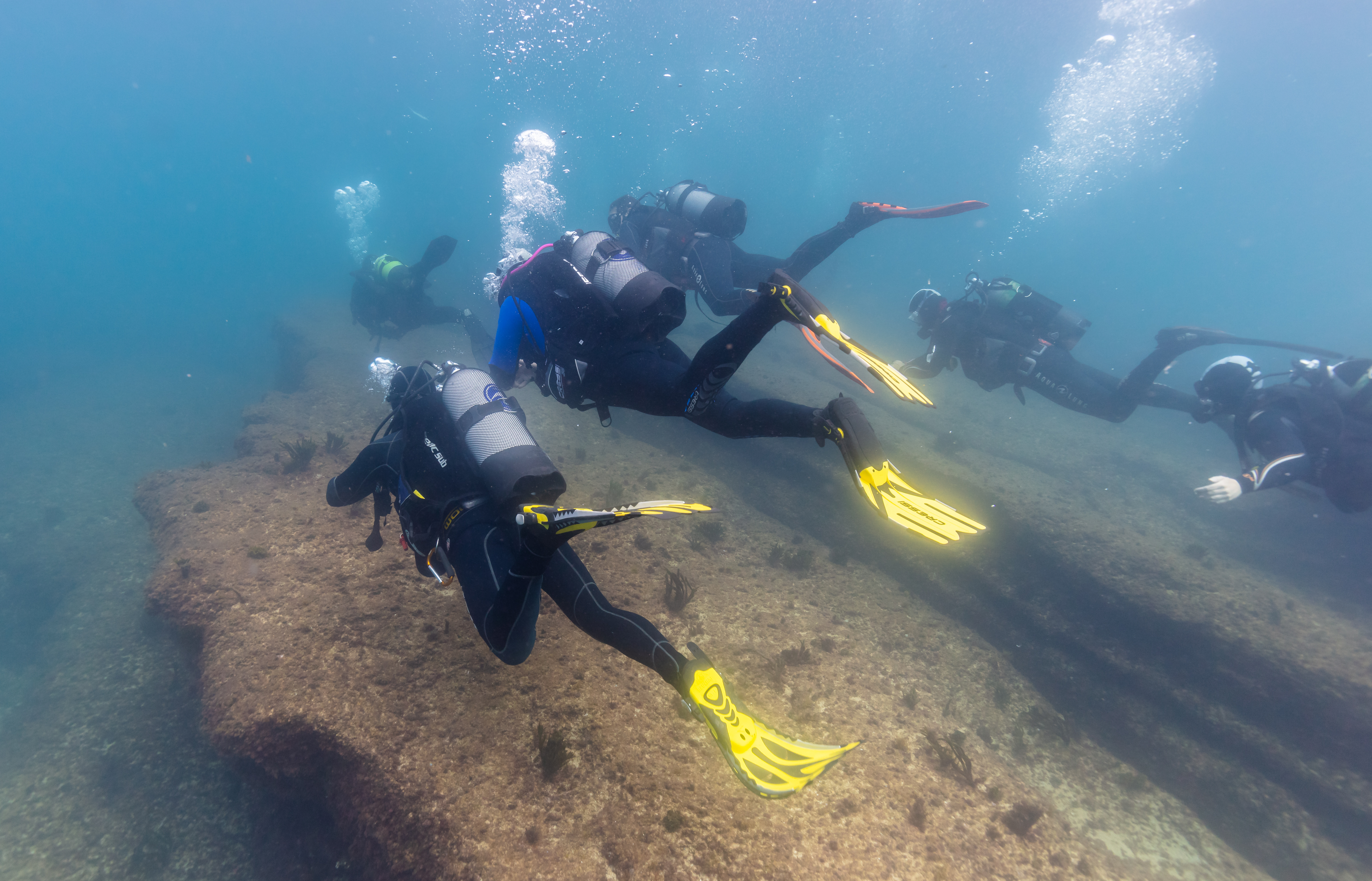
Las costas de la isla son una popular destino de buceadores.